# はぴまり〜Happy Marriage!?〜
『はぴまり〜Happy Marriage!?〜』は、円城寺マキによる日本の漫画作品。『プチコミック』（小学館）にて2009年2月号から2012年7月号まで連載されていた。単行本は全10巻。
2016年、Amazon Prime Videoにてドラマ化。

## あらすじ
借金の肩代わりを条件に、自身が勤務する会社の社長と契約結婚したOLの千和。紙切れ1枚の契約の筈だったが、次第に千和は相手のことを本当に好きになり始めてしまう。

## 登場人物

### 主人公
間宮 千和（まみや ちわ）
旧姓・小鳥遊（たかなし）。初登場時22歳。22年間ほぼ彼氏ゼロの処女。父の借金返済のため、祖母が作ったささやかな庭を守るために昼間は普通のOLとして、夜は“チワワ”の源氏名でホステスとして働いていた。仕事柄、男に対して夢を持てずにいた。暗所恐怖症。
旧華族の家柄だった祖母に世話になったという北斗の祖父（会長）に、北斗との結婚を条件に借金を肩代わりすると持ちかけられ、間宮千和となる。結婚することには納得できないながらも「互いに譲れないものがある」という共通点から、あくまでパートナーとして共に生活を送ることになるが、次第に本当に好きになり始めてしまう。
間宮 北斗（まみや ほくと）
千和が勤める間宮商事の社長。28歳。会長である祖父は、千和の祖母の援助を受けて間宮商事を立ち上げた。ある目的のために千和との結婚を了承したが、結婚した以上操は守ると千和に誓う。
生活能力は低く、部屋は1日で足の踏み場がなくなるような汚部屋。愛車はランボルギーニ・ガヤルド、女性を乗せるときはフェラーリ・599GTBフィオラノ。目的を果たすためなら何にでもなれることから、学生時代のあだ名はジャック・バウアー。救急車と梅干が嫌い。
千和との未来のため、間宮商事から間宮観光(表記は「MMトラベラーズ」)の社長となる。
母である三浦蓉子は父の昔の恋人で、少年時代は私生児として母子家庭で育った。小学生の時に母が事故死し、本妻との間に子供が出来なかった父に跡継ぎとして迎え入れられた。間宮本家の親族からは、本当に間宮の血を引いているのか疑われている。父が母を殺したのだと思っており、その復讐のために間宮の全てを手に入れると心に誓っている。両親が夫婦でなかったため、「結婚」が解らない。

### 間宮商事・間宮家
相馬 妙子（そうま たえこ）
社長専属秘書。登場当初、千和がヤキモチを焼いたほど美人だが、実年齢は55歳で、かつて北斗の祖父の秘書を務めていた。北斗のことを幼い頃から見ていたため、彼女にとって北斗は今でもひよっこ同然。北斗に命じられ、社内で千和を監視している。
八神 裕（やがみ ゆう）
新入社員。総務課での研修の際千和が担当となる。研修が終わった後も千和の恋愛の相談に乗ってくれるようになる。名古屋支社に彼女がいる。のちに北方へ転勤となる(ほぼ左遷)。
間宮会長(まみや かいちょう)
北斗の祖父で、征司の父。間宮コーポレーションの会長であり、北斗と千和の結婚のきっかけを作った人物。
千和の祖母・木綿子（ゆうこ）に憧れ、世話になったこともあり、その恩返しとして、千和と父の不遇な生活を知り恩返しをしたいと申し出る。援助の条件として、自らの孫・北斗と結婚させ、小鳥遊の血が入ることを喜んでいる。
孫たちの間にある闇を知っていながら放置し、誰にでも同じように接していた。ひ孫には甘く、理の子を溺愛し、北斗と千和が訪ねてくるたびに、ひ孫を催促して、待ち望んでいる。征司が倒れたあとは、長男・正嗣に会長職を譲りながらも間宮グループの実権を握っている。
間宮 理（まみや さとる）・沙緒里（さおり）
北斗の従兄夫婦。新年の親族会で唯一北斗と千和に親しくしてくれたが、従兄弟達の中で最も優秀で、北斗が自らの目的の障害となりうる人物だと考えている。沙緒里は妊娠を経て、長男・輝を出産。
間宮 征司（まみや せいじ）
北斗の父。間宮の海外事業の総責任者をしており、殆ど日本にいない。5人兄弟。本妻との間に子ができず、かつての恋人である三浦蓉子との間に子供がいた事を思い出して探し当て、彼女の事故死後、その子である北斗を引き取った。
ランスロット / トリスタン
間宮本家で飼われている犬。間宮家で千和以外の唯一の味方。新年の親族会で初対面の千和を追いかけたが、その後は追いかけることもなく懐いた様子。千和は見分けができていない。
間宮 清彦(まみや きよひこ)
北斗の従弟であり、会長の孫のひとり。何かと北斗を目の敵とし、嫌がらせを続ける。新年会での一件の仕返しとして、北斗と千和に対して拉致監禁未遂の事件を起こし、南米に左遷される。

### その他関連人物
片桐（かたぎり）
北斗の大学の先輩。片桐クリニックを開いている。千和たちの結婚のいきさつを知っている数少ない人のひとり。千和が結婚後、2人分の料理をするきっかけとなった人。ジョンという犬を飼っている。
三浦 蓉子（みうら ようこ）
北斗の実母。征司とは入籍しておらず、旧姓のまま。間宮の「はぐれ者」(北斗談)だったため、とある漁港の町で北斗と2人で暮らしていて、事故死。
設楽 美咲（したら みさき）
「ミッシェルハーツ」の社長であり、北斗のかつての恋人。北斗の目的や、少なからず過去をしっている人物。
北斗と千和の結婚を快く思っていない。
桜庭 真吾（さくらば しんご）
株式会社「アイマックス」の取締役兼チーフプロデューサー。26歳。千和の大学時代のサークルの先輩。
何かと千和のことを気にかけ、現在は会社の上司。北斗とは、間宮商事と取引があったため、面識はあった。
朝比奈 要（あさひな かなめ）
株式会社「アイマックス」の社員。千和の大学時代の先輩でファーストキスの相手。
千和の同級生の紹介で知り合い、付き合い始める。大学を中退した千和を気にかけ、何度か会っていたが、一度関係をもった女性に言われ、距離を置き始めた。千和が入社してからは直属の上司として仕事を共にする。北斗と千和の結婚した経緯を知っている数少ない人のひとり。陰ながら千和を支える。
吉岡（よしおか）
「アイマックス」の社員。女子社員は千和と彼女のみである。既婚者であり、千和と話の合う唯一の人。
千和の父
名前と年齢不詳。脱サラして事業を始めるも失敗。妻に逃げられてからは一人娘の千和と二人暮らししていた。千和が北斗と結婚して家を出てからは、一人で暮らしているが、生活能力は無く、千和は父の生計をたてるため、アイマックスで働き始めた。

## 書誌情報
- 円城寺マキ 『はぴまり〜Happy Marriage!?〜』小学館〈プチコミックフラワーコミックスα〉全10巻
  1. 2009年6月10日発売、ISBN 978-4-09-132470-2
  2. 2009年10月9日発売、ISBN 978-4-09-132838-0
  3. 2010年1月10日発売、ISBN 978-4-09-132894-6
  4. 2010年8月10日発売、ISBN 978-4-09-133303-2
  5. 2011年1月7日発売、ISBN 978-4-09-133415-2
  6. 2011年4月8日発売、ISBN 978-4-09-133745-0
    - 「SMホリック」（『プチコミック』2009年9月号特別ふろく、SM趣味の若い夫婦を描いた4コマ漫画）収録
    - 「帰ってきたSMホリック+N」（『プチコミック』2010年5月号特別ふろく、上記の続編の4コマ漫画）収録

  7. 2011年8月10日発売、ISBN 978-4-09-134004-7
  8. 2011年12月9日発売、ISBN 978-4-09-134186-0
  9. 2012年4月10日発売、ISBN 978-4-09-134394-9
  10. 2012年9月10日発売、ISBN 978-4-09-134612-4

## 小説
- 著：高瀬ゆのか、原作･イラスト：円城寺マキ 小学館〈フラワーコミックスルルルnovels〉 全2巻
  1. こんなバカンスアリですか? 2011年12月9日発売、ISBN 978-4-09-134334-5
  2. こんなウェディングアリですか? 2012年9月10日発売、ISBN 978-4-09-134407-6
- 著：宇津田晴、原作･イラスト：円城寺マキ 小学館〈フラワーコミックスルルルnovels〉 全1巻
  1. こんな新婚生活アリですか? 2016年7月8日発売、ISBN 978-4-09-138671-7

## Webドラマ
同名タイトルのドラマが、Amazon Prime Videoで2016年6月より配信開始。全12話。

### キャスト
- 間宮北斗 - ディーン・フジオカ[1]
- 小鳥遊千和 - 清野菜名[1]
- 相馬妙子 - 藤原紀香[2]
- 八神裕 - 白洲迅[2]
- 設楽美咲 - 篠田麻里子[2]
- 小鳥遊勇治 - 温水洋一[2]
- 間宮林蔵 - 小野武彦[2]
- 間宮征司 - 山崎銀之丞[2]
- 間宮理 - 近藤芳正[2]
- 間宮佐織 - 円城寺あや[2]
- 麗子 - 鷲尾真知子[2]

### スタッフ
- 脚本 - 浅野妙子
- 監督 - 大谷健太郎
- 音楽 - 吉俣良
- プロデュース - 高石明彦
- 制作・著作 - The icon

### 主題歌
- オープニング曲 - CROSS GENE「NO NO NO -K.remix-」[3]
- エンディング曲 - 秦基博「鱗」
- 挿入歌 - Cana「あなたはずっと」

### 評価
Amazonランキング大賞2016（日本のTVドラマ）1位。